# تنغ بوستان زيزي (لوداب)
تنغ بوستان زیزی (بالفارسية: تنگ بوستان زیزی) هي قرية تقع في إيران في قسم لوداب الريفي. يقدر عدد سكانها بـ 37 نسمة بحسب إحصاء 2016.